# Cowboy de mitjanit
Cowboy de mitjanit (títol original en anglès Midnight Cowboy) és una pel·lícula estatunidenca dirigida per John Schlesinger el 1969, que va guanyar l'Oscar a la millor pel·lícula de 1970, i marca el final del western en el cinema estatunidenc.

## Argument
Joe Buck, un jove texà, deixa la seva nadiua Texas per establir-se a Nova York amb la finalitat d'assolir una carrera com a gigoló. Però la seva decepció és ràpida i es troba curt de diners. En un bar, troba Ratso Rizzo, un frustrat perdut, drogat i potser malalt de tuberculosi, que comença per estafar-lo amb la promesa de trobar clientes riques.
La descripció dels ambients més llòbrecs i circumstàncies marginals aconsegueixen estremir a l'espectador gràcies a la direcció de John Schlesinger, que aconsegueix commovedores actuacions de Jon Voight i Dustin Hoffman en les quals els seus personatges comparteixen una instintiva amistat de resistència i un recorregut emocional fins al final de la cinta.

## Repartiment
- Dustin Hoffman: Rico Rizzo (Ratso)
- Jon Voight: Joe Buck
- Sylvia Miles: Cass
- John McGiver: Mr O'Daniel
- Brenda Vaccaro: Shirley Gardner
- Jennifer Salt: Annie
- Paul Benjamin: el barman
- Paul Morrissey: Un convidat a la festa

## Al voltant de la pel·lícula
- La cançó del començament de la pel·lícula és de Fred Neil, adaptada per Harry Nilsson: Everybody's Talkin. Aquest últim també va compondre una balada per aquesta pel·lícula que va ser rebutjada.[3]
- Aquesta pel·lícula és l'única pel·lícula X nominada per l'Oscar. Després d'haver estat prohibida 17 anys, el Comitè de Classificació d'Amèrica, els caps dels artistes associats van decidir donar l'Etiqueta X de pel·lícula pornogràfica per les seves escenes eròtiques.
- Cowboy de mitjanit, juntament amb The Misfits de John Huston, marca el final de l'edat d'or del western: el cowboy es mostra com un gigoló ridícul i lluny de la visió tradicional del western.

### Origen
John Schlesinger havia fet Lluny de la multitud el 1967, que havia estat un fracàs. No obstant això, volia fer una pel·lícula adaptació de la novel·la de James Leo Cowboy de mitjanit, publicada el 1965. El seu agent li desaconsella realitzar aquesta pel·lícula. Però aviat va trobar finançament per al seu film. Warren Beatty volia aconseguir el paper de Joe Buck, el vaquer de la pel·lícula, però John Schlesinger va preferir donar el paper a Jon Voight. Dustin Hoffman que acabava de rebre un premi per la pel·lícula El Graduat, volia interpretar el paper de Rats Rizzo, el paper de rodamón. Va anar a veure els productors. Es disfressa de rodamon i els demana, i no s'adonen que el rodamón és Dustin Hoffman. Va rebre el paper.

### Llocs de rodatge
- La major part de l'acció va ser filmada a Manhattan, específicament, a Greenwich Village, East Side, Park Avenue, la part sud de Central Park i Times Square i els seus voltants. El rodatge d'interiors també s'han fet en un passatge subterrani del metro, un bloc d'apartaments a punt de la demolició, l'Hotel Peninsula (al 700 de la Cinquena Avinguda), rebatejat amb el nom de Barclay Hotel per la pel·lícula, al Mont de pietat en una sastreria per als homes i a la Terminal d'autobús de Port Authority a la cantonada de la 40 i la Vuitena Avinguda. Aquí també es van rodar pel·lícules com Cocktail, Frankie & Johnnie o Buscant la Susan desesperadament.
- El cementiri de Long Island va ser fins i tot requisat per esdevenir el teatre d'una de les escenes més punyents de la pel·lícula. Finalment és a la cantonada del carrer 58 i de la Sisena Avinguda on Dustin Hoffmann i Jon Voight provoquen un formidable embús! Malgrat tot, diverses seqüències han estat filmades fora de Nova York: a Big Springs, una petita ciutat de la planura de Texas (d'on és originari Joe Buck) i a Miami Beach per als plans del final. Altres escenes van ser rodades als Filmways Studios.

## Premis i nominacions

### Premis[5]
- 1970: Oscar a la millor pel·lícula
- 1970: Oscar al millor director per John Schlesinger
- 1970: Oscar al millor guió adaptat per Waldo Salt
- 1970: Globus d'Or a la millor nova promesa masculina per Jon Voight
- 1970: BAFTA a la millor pel·lícula
- 1970: BAFTA al millor actor per Dustin Hoffman
- 1970: BAFTA al millor director per John Schlesinger
- 1970: BAFTA al millor muntatge per Hugh A. Robertson
- 1970: BAFTA a la millor nova promesa per Jon Voight
- 1970: BAFTA al millor guió per Waldo Salt

### Nominacions[calcitació]
- 1969: Os d'Or
- 1970: Oscar al millor actor per Dustin Hoffman
- 1970: Oscar al millor actor per Jon Voight
- 1970: Oscar a la millor actriu secundària per Sylvia Miles
- 1970: Oscar al millor muntatge per Hugh A. Robertson
- 1970: Globus d'Or a la millor pel·lícula dramàtica
- 1970: Globus d'Or al millor director per John Schlesinger
- 1970: Globus d'Or al millor actor dramàtic per Dustin Hoffman
- 1970: Globus d'Or al millor actor dramàtic per Jon Voight
- 1970: Globus d'Or a la millor actriu secundària per Brenda Vaccaro
- 1970: Globus d'Or al millor guió per Waldo Salt